# Jérôme Clementz
Jérôme Clementz (Mulhouse, 31 maggio 1984) è un mountain biker francese specializzato nella disciplina Enduro, vincitore nel 2013 del primo campionato delle Enduro World Series.

## Biografia
Jérôme Clementz inizia le competizioni sportive all'età di 11 anni praticando lo sci nordico. Scopre la mountain bike durante la preparazione atletica del Biathlon durante l'estate. Comincia così a praticare tutte le discipline ufficiali della mountain bike (cross-country, enduro e trial) e partecipa al Trofeo Nazionale (francese) dei giovani discesisti nel 1996.
Nei 6 anni successivi alterna la pratica del Biathlon e del Ciclismo. Nel 2002 entra a far parte della squadra francese e partecipa ai campionati del mondo juniores di discesa a Kaprun, terminando la competizione in decima posizione.
Partecipa nel 2003 alla sua prima Mégavalanche dell'Alpe d'Huez, una discesa marathon di 25 km. Inizio così il suo interesse per questa disciplina emergente: l'Enduro. Ha vinto questa competizione nel 2005 e nello stesso anno ha terminato secondo in classifica generale nella Coppa d'Europa marathon e alla Mountain Of Hell.
Nel 2006 entra a far parte del team MBK-Sun Valley specializzato nelle gare di Enduro.
Nel 2008 ha l'opportunità di diventare rider professionista grazie ad una partnership con la fabbrica di biciclette Cannondale.
Nel 2009 crea l'Elsass Enduro Tour che comprende 4 corse di enduro, la competizione è stata poi ribattezzata la Blue Grass Enduro Tour nel 2012 gestita dalla sua società: Loizo Rider Productions.
Dal 2007 al 2012 Jerome vince le Enduro Series in Francia, la Mégavalanche dell'Alpe d'Huez, La Mountain of Hell a 2 Alpes, la Red Bull Trailfox in Svizzera, La Tranprovence e ancora la Red Bull exodus a Crankworx in Canada.
Nel 2013 partecipa alla prima edizione del campionato dell'Enduro World Series, un campionato di livello internazionale che raggruppa una moltitudine di circuiti già stabiliti in Francia, Italia e Canada.
Nello stesso anno partecipa ad una serie di video girati da Jérémie Reuiller, intitolati 12 mesi 12 storie.
Nel 2014 si dedica ad un nuovo progetto Video: una serie intitolata "Follow JC", diffusa sul canale Youtube per seguire il suo team attraverso le corse. E una serie intitolata "Escape" per seguire i suoi allenamenti in giro per il mondo.
Il 18 maggio 2014 è il leader provvisorio delle World Series dopo la vittoria alla prima tappa in Argentina.

## Palmarès Enduro MTB
- Primo Campione del Mondo di Enduro nel 2013.
- Vincitore dell'Enduro delle Nazioni a squadre nel 2008, 2009, 2010 e 2011.
- Vincitore dell'Enduro delle Nazioni individuale nel 2009 e 2011.
- Vincitore dell'Enduro Series nel 2008, 2010, 2011, 2012 e 2013.
- Vincitore della Mountain of Hell nel 2007, 2011 e 2012.
- Vincitore della Mègavalanche dell'Alpe d'Huez nel 2005, 2010 e 2013.
- Vincitore dell'Adrènaline Challenge nel 2011.
- Vincitore del Super Enduro Sauze d'Oulx nel 2011 e 2012.
- Vincitore della Crankworx Enduro in Canada nel 2012.
- Vincitore della Transprovence nel 2011.
- Vincitore della Red Bull Exodus a Whistler nel 2009
- Vincitore della Red Bull Trailfox nel 2008.
- Vincitore dell'Enduro World Series a Les 2 Alpes, Winter Park, Val d'Isère e Finale Ligure nel 2013.
- Vincitore dell'Andes Pacifico nel 2014.
- Vincitore dell'Enduro World Series a Nevados de Chillan, in Chile nel 2014.